# جاك دنلوب
جاك دنلوب (بالإنجليزية: Jack Dunlop)‏ هو راعي البقر أمريكي، ولد في 1872 في تكساس في الولايات المتحدة، وتوفي في 24 فبراير 1900 في تومبستون في الولايات المتحدة.